# Vytautė Žilinskaitė
Vytautė Žilinskaitė , née le 13 décembre 1930 à Kaunas et morte le 4 avril 2024 à Vilnius, est une écrivain lituanienne.

## Biographie
Née le 13 décembre 1930 à Kaunas, la troisième des quatre enfants (après son frère et sa sœur aînés et avant son frère cadet) de la famille. En 1950, elle termine ses études secondaires de l'école Salomėja Nėris de Vilnius.
En 1955, elle est diplômée du département de journalisme de la Faculté d'histoire et de philologie de l'Université de Vilnius.
Elle commence à écrire en 1950. En 1955-1961, elle est employée littéraire de la revue Jaunimo gretos. En 1961, elle publie un recueil de poésie, mais se tourne ensuite vers la prose, principalement satirique et humoristique, et écrit également beaucoup pour les enfants. Depuis 1963, elle fut membre de l'Union des écrivains de la RSS de Lituanie. En 1964, elle reçoit le Prix de l'Union des journalistes, en 1972 - le Prix républicain de la meilleure œuvre humoristique, en 1979 - le Prix républicain de la meilleure œuvre destinée aux enfants et à la jeunesse.  
L'une de ses œuvres les plus célèbres est le conte de fées satirique Le Château des menteurs (1968).
Elle est décédée le 4 avril 2024 à l'âge de 94 ans des suites d'une grave maladie.

## Décorations
- Ordre du grand-duc Gediminas (2005)